# Astragalus goktschaicus
Astragalus goktschaicus är en ärtväxtart som beskrevs av Aleksandr Alfonsovitj Grossgejm. Astragalus goktschaicus ingår i släktet vedlar, och familjen ärtväxter. Inga underarter finns listade i Catalogue of Life.